# Tradição Barreirense de Mesquita
O Grêmio Recreativo Bloco Carnavalesco Tradição Barreirense de Mesquita é um bloco de enredo da cidade do Rio de Janeiro, oriundo do município de Mesquita. Durante um ano, desfilou como escola de samba. A trajetória da agremiação tem sido marcada por forte oscilação, com períodos de fortes ascensões e rebaixamentos.
Sua sede está localizada ao lado da via férrea, embaixo do Viaduto de Mesquita, no bairro Alto Uruguai, próximo ao Centro de Mesquita.

## História
Quinto bloco a desfilar na Avenida Rio Branco em 2010, com o enredo Floresta da Tijuca; Sua História, a Tradição foi nona colocada, sendo rebaixada para o Carnaval 2011.
Em 2009, desfilou homenageando o sambista Anatólio Izidoro, na Avenida Rio Branco. Com um enredo sobre a Floresta da Tijuca, foi rebaixada no ano seguinte.
No carnaval de 2011, homenageando o radialista Adelzon Alves, foi a campeã do segundo grupo dos blocos de enredo, retornando para o primeiro grupo no ano de 2012, onde em nova homenagem, desta vez a Noca da Portela, sagrou-se campeã,  empatada com Coroado de Jacarepaguá e União da Ponte. Naquele ano, havia a promoção automática de bloco a escola de samba, e como apenas um bloco poderia ser promovido, foi realizado um sorteio no qual a Tradição Barreirense obteve o acesso.
Em 2013, já como escola de samba, perdeu pontos em obrigatoriedades num desfile sobre o sertão carioca, e acabou sendo inicialmente rebaixada de volta para bloco.. Inicialmente, interpôs um recurso judicial contra a AESCRJ, juntamente com as outras duas rebaixadas, a Vizinha Faladeira e a Flor da Mina. Inicialmente, uma liminar foi obtida para que se mantivesse no Grupo D. Mas como a decisão estava sub-júdice, a diretoria desistiu da ação e aceitou se filiar novamente à Federação dos Blocos para 2014.
Em 2016, foi rebaixada para o Grupo 2 dos blocos. Obteve o vice-campeonato do mesmo grupo em 2018, mas naquele ano, apenas uma agremiação seria promovida. Em 2020, quando homenageou o marinheiro João Cândido, recebeu uma punição em obrigatoriedades, por desrespeitar os artigos 22, 33 e 42 do regulamento; assim, terminou em último lugar do Grupo 2, sendo rebaixada para o Grupo 3 da Federação dos Blocos.

## Segmentos

### Presidentes
| Nome                                | Mandato        | Ref.  |
| ----------------------------------- | -------------- | ----- |
| Ely Francisco Filho                 | ?-?            | [ 6 ] |
| Marcos Vinícius Franscisco de Souza | ? - atualidade | [ 1 ] |

### Presidente de hora
| Nome      | Mandato | Ref. |
| --------- | ------- | ---- |
| Uiranildo | ? - ?   |      |

### Diretores
| Ano  | Diretor de Carnaval                         | Diretor geral de harmonia                   | Mestre de bateria                 | Ref.  |
| ---- | ------------------------------------------- | ------------------------------------------- | --------------------------------- | ----- |
| 2014 | Wallace Britto, Moisés Ganga e Glória Maria | Wallace Britto, Moisés Ganga e Glória Maria | Vítor Francisco                   |       |
| 2019 | Amilton Cordeiro da Silva                   |                                             | Wilmar Barreira "Mestre Mesquita" | [ 1 ] |
| 2020 | Amilton Cordeiro da Silva                   |                                             | Wilmar Barreira "Mestre Mesquita" | [ 1 ] |

### Coreógrafo
| Ano  | Nome   | Ref. |
| ---- | ------ | ---- |
| 2014 | Aquila |      |
| 2015 |        |      |

### Casal de mestre-sala e porta-bandeira / porta-estandarte
| Ano  | Nome                          | Ref.  |
| ---- | ----------------------------- | ----- |
| 2014 | Willian e Ana Paula           |       |
| 2019 | Paulo Barbosa e Gaby Oliveira | [ 1 ] |

### Corte de bateria
| Ano  | Rainha             | Madrinha        | Ref.  |
| ---- | ------------------ | --------------- | ----- |
| 2014 | Patrícia Swarovski | Cleide Poderosa |       |
| 2019 | Lorrayne Lopes     | Livya Oliveira  | [ 1 ] |
| 2019 | Lorrayne Lopes     | -               | [ 7 ] |

## Intérprete
| Ano        | Nome                                                                              | Ref.  |
| ---------- | --------------------------------------------------------------------------------- | ----- |
| 2006- 2016 | Felipe Silva                                                                      |       |
| 2017       | Gonzaguinha - 2019                                                                | [ 1 ] |
| 2020       | José Luiz Gonzaga “Gonzaguinha”, Lucilei de Souza Lopes “Lelei”, Marcelo Machadoa | [ 7 ] |

## Carnavais
| Ano  | Colocação   | Grupo                                       | Enredo | Carnavalesco                                                        | Ref.        |
| ---- | ----------- | ------------------------------------------- | --- | ------------------------------------------------------------------- | ----------- |
| 2006 | 9º lugar    | 3-Bloco                                     | Mestre Louro, um ser iluminado | Osmar Costa e Gilberto Barros                                       | [ 8 ]       |
| 2007 | Vice-Campeã | 3-Bloco                                     | A festa é nossa | Osmar Costa e Gilberto Barros                                       | [ 9 ]       |
| 2008 | 3° lugar    | 2-Bloco                                     | Resistência de Uma Raça | Osmar Costa e Gilberto Barros                                       | [ 10 ]      |
| 2009 | 5º lugar    | 1-Bloco                                     | Anatólio, a pura raiz do samba. | Osmar Costa                                                         | [ 11 ]      |
| 2010 | 9º lugar    | 1-Bloco                                     | Floresta da Tijuca: Sua história | Osmar Costa                                                         | [ 12 ]      |
| 2011 | Campeã      | 2-Bloco (Segunda divisão dos blocos)        | Adelzon Alves - O amigo do samba | Osmar Costa                                                         | [ 13 ]      |
| 2012 | Campeã      | 1-Bloco (primeira divisão dos blocos)       | O Comendador do Samba | Osmar Costa                                                         | [ 14 ]      |
| 2013 | 12ºlugar    | D (quinta divisão das escolas de samba)     | Sertão Carioca Sua História, Comércio e Cultura (Compositores:Maurício Leite, Valmir Vezu, Jackson Santos, Mirinho do Cavaco, Grillo, Marcelo Machado e Mário Jr)                                                                                       | Osmar Costa                                                         | [ 4 ]       |
| 2014 | 5º lugar    | 1-Bloco (primeira divisão dos blocos)       | Já Era (Compositores:Adilson Doutor, Grillo, Durval 59, Boca e Marcos Laureano) | Osmar Costa                                                         | [ 6 ]       |
| 2015 | 5º lugar    | 1-Bloco (primeira divisão dos blocos)       | O meu Nordeste é aqui | Comissão de Carnaval (Jorge Knnawer, Nilo Barboza e Leonardo Ramos) |             |
| 2016 | 7º lugar    | 1-Bloco (primeira divisão dos blocos)       | O 7 falou pro 7, que 7 X 1 é 7 | Luiz Fernando e Andréa Costa                                        | [ 15 ]      |
| 2017 | 4º lugar    | 2-Bloco (Segunda divisão dos blocos)        | Um Sonho de Criança | Moisés Ganga                                                        |             |
| 2018 | Vice-Campeã | 2-Bloco2-Bloco (Segunda divisão dos blocos) | Circo, uma arte milenar | Moisés Ganga                                                        |             |
| 2019 | 5º lugar    | B (Segunda divisão dos blocos)              | O povo faz a festa Compositores:Adilson Doutor, Boca do Reco, Denilson Xarope, Roxinho e Naílson Mossoró | Moisés Ganga                                                        | [ 1 ]       |
| 2020 | 8º lugar    | B (Segunda divisão dos blocos)              | Um dragão do mar na Guanabara Compositores: Lucilei de Souza Lopes “Lelei”, Marcelo Machado, Hélio Evangelista Rosa “Grillo”, Carlos Magno Carvalho de Barros “Carlinhos da Xerox”, Luciano Ribeiro “Luciano da Kombi”, José Luiz Gonzaga “Gonzaguinha” | Moisés Ganga                                                        | [ 5 ] [ 7 ] |

- Commons